# کلود فاور دو ووژلا
کلود فاور دو ووژلا (به فرانسوی: Claude Favre de Vaugelas) نویسنده قرن شانزدهم میلادی اهل فرانسه است.